# Йоханес Вернер
Йоханес Вернер (на немски: Johannes Werner, латинизиран Вернерий) е германски свещеник, математик, астроном, астролог, географ и картограф.

## Биография
Роден е на 14 февруари 1468 година в Нюрнберг, Германия. От 1484 година Вернер учи теология и математика в Инголщат. През 1490 става каплан (помощник на католически свещеник) в Херцогенаурах. От 1493 до 1497 година живее в Рим. През 1503 е ръкоположен за викарий на църквата в град Вьорд, в близост до Нюрнберг, след което става свещеник в църквата Йоханис в Нюрнберг – място, което заема до своята смърт.
Император Максимилиан I го издига до императорски каплан. Международният астрономически съюз нарича кратер на Луната на негово име.
Умира през май 1522 година на 53-годишна възраст.